# Rolf Enderlein
Rolf Enderlein (* 25. Januar 1936 in Oberwiesenthal; † 19. April 1998) war ein deutscher Physiker im Bereich der theoretischen Festkörperphysik und von 1970 bis 1993 Lehrstuhlinhaber an der Humboldt-Universität zu Berlin.

## Leben
Enderlein studierte Physik an der Humboldt-Universität zu Berlin. Dort promovierte er 1964 mit einer Arbeit zum Thema Eine neue Methode in der quantenmechanischen Transporttheorie und die Dissipations-Fluktuations-Relationen für thermische Störungen.
Von 1966 bis 1968 setzte er seine Ausbildung an der Lomonossow-Universität Moskau bei Wiktor Leopoldowitsch Bontsch-Brujewitsch fort.
Zurückgekehrt nach Berlin habilitierte er sich 1968 mit einer Arbeit zum Thema Theorie der Elektroabsorption und -reflexion in Halbleitern. 1970 wurde er zum ordentlichen Professor für Theoretische Physik an der Humboldt-Universität berufen.
Enderlein baute eine Arbeitsgruppe auf, die das Gebiet der Halbleiterphysik erforschte.
Er arbeitete bis 1993 als Professor an der Humboldt-Universität.
1994 ging Enderlein an die Universidade de São Paulo in Brasilien und schloss sich der Arbeitsgruppe von José Roberto Leite an. Hier setzte er seine Forschungen bis zu seinem Tod im Jahr 1998 fort.

## Forschungsinteressen
Enderleins Forschungsinteressen lagen auf den Gebieten der Halbleiterphysik. Er bemühte sich besonders um die theoretische Beschreibung der optischen Eigenschaften von Halbleitern. Dabei beschäftigte er sich unter anderem mit Vielteilcheneffekten, der Resonanz-Raman-Streuung, der Elektronenstrukturtheorie, der Theorie der Gitterschwingungen, mit Effekten des Quanten-Confinements und mit Halbleiternanostrukturen.

## Ehrungen, Mitgliedschaften und Auszeichnungen
Enderlein war seit 1981 korrespondierendes Mitglied der Akademie der Wissenschaften der DDR.
Er arbeitete in der Halbleiterkommission der Internationalen Union für Reine und Angewandte Physik mit. 1982 wurde Enderlein für seine theoretischen Untersuchungen an Halbleitern in starken elektrischen Feldern und bei hohen Anregungsdichten der Nationalpreis der DDR III. Klasse für Wissenschaft und Technik verliehen.

## Buchveröffentlichungen
- Rolf Enderlein, Norman J. Horing: Fundamentals of Semiconductor Physics and Devices, World Scientific, 1996, ISBN 978-9810223878
- Rolf Enderlein, Andreas Schenk: Grundlagen der Halbleiterphysik, Akademie Verlag, 1992, ISBN 978-3055014000
- Friedhelm Bechstedt, Rolf Enderlein: Semiconductor Surfaces and Interfaces: Their Atomic and Electronic Structures, Akademie Verlag, 1988, ISBN 978-3055004797
- Rolf Enderlein: Mikroelektronik, Deutscher Verlag der Wissenschaft, Berlin, 1986
  - Microeletrônica. Uma Introdução Ao Universo Dos Microchips, Seu Funcionamento, Fabricação E Aplicações, EDUSP, 1994, ISBN 978-8531401411
- Wiktor Leopoldowitsch Bontsch-Brujewitsch, Sergej G. Kalaschnikov, Rolf Enderlein (Leitung der Übersetzung): Elektronentheorie ungeordneter Halbleiter, Deutscher Verlag der Wissenschaften, 1982